# Otilio Galíndez
Otilio Galíndez (Yaritagua, Yaracuy, 13 de diciembre de 1935 - Maracay, Aragua, 13 de junio de 2009), fue un compositor popular venezolano. Ganador del Premio Nacional de Cultura Venezuela 2001, Mención Música.

## Biografía

### Inicios y carrera artística
Otilio Galíndez, poeta y cantautor venezolano, nació en Yaritagua, estado Yaracuy, un 13 de diciembre de 1935. Desde muy niño demostró su vocación por la música, la cual con el transcurrir del tiempo quedaría plasmada en su habilidad para el canto y la interpretación del cuatro. Desde niño mostró su afición por la música, ayudado por su madre en la canción y la poesía, en 1957. Transcurrida su adolescencia le corresponde cumplir con el Servicio Militar, tiempo durante el cual compone sus primeras obras, que luego descarta, por considerar que no tenían fuerza poética ni melódica. A sus 20 años empezó a poner en práctica su capacidad de invención, y comenzó a escribir temas con letra y música de su propia cosecha. En 1957 ingresa como empleado de la Universidad Central de Venezuela (UCV), donde pasaría a formar parte del Orfeón Universitario, con profesores como: Antonio Estévez, Inocente Carreño y Modesta Bor.
Gran lector, Galíndez trabajó como corrector de textos para reconocidos economistas y otros profesionales, oficio que, según su amigo, el también músico Raúl Delgado Estévez, “sólo podía hacer gracias a haber leído gran variedad de textos, desde Marcial Lafuente Estefanía y sus historias de vaqueros que cargaba en el bolsillo, hasta Cervantes y Kafka”.
Durante su paso por el Orfeón Universitario, Galíndez se codeó con destacados músicos como Antonio Estévez, Inocente Carreño y Modesta Bor, de quienes se dejó influenciar. Organizó junto con amigos un grupo de parrandas al que llamaron “Los Piratas”, iniciativa que dio origen a las primeras producciones navideñas de Otilio Galíndez.
Entre sus temas predominaron las canciones navideñas, los aguinaldos y las parrandas, que lo dieron a conocer en el repertorio venezolano, pero también compuso obras adscritas a ritmos como el vals, el bambuco, el galerón, el pasaje, la canción de cuna, las tonadas, el merengue, el joropo y el danzón. Parte importante de su actividad laboral la realizó en el Núcleo Universitario de la UCV en Maracay. Allí conformó un grupo coral para interpretar sus canciones navideñas, al cual denominó "El Parrandón Universitario" integrado por personal docente y administrativo de las Facultades de Agronomía y Ciencias Veterinarias, realizando incluso presentaciones en varios lugares del país. Sus canciones han sido interpretadas por reconocidas figuras de Venezuela, como Simón Díaz, Lilia Vera, Soledad Bravo, Morella Muñoz, Jesús Sevillano, El Cuarteto, Ensamble Gurrufío, Biella da Costa, Esperanza Márquez, Cecilia Todd, Ofelia del Rosal e Ilan Chester, así como la mayoría de las corales del país, y cantores internacionales como Silvio Rodríguez, Pablo Milanés y Mercedes Sosa. Demostró a lo largo de su vida una sensibilidad particular por la composición y la belleza musical. Entre sus obras se encuentras canciones navideñas. Su primera canción fue La Restinga, dedicada a la laguna salobre de la isla de Margarita, en el Caribe venezolano. También compuso valses venezolanos, serenatas, bambucos y joropos como "Pueblos Tristes", "Flor de Mayo", "Mi Tripón (Canción de cuna)", "Caramba", etc.
Otilio Galíndez, fallece a sus 73 años. Este ilustre autor, quien por mucho tiempo sufrió de diabetes e hipertensión arterial, abandonó este mundo durante la noche del sábado 13 de junio de 2009, mientras dormía en su residencia, ubicada en la ciudad de Maracay.
Demostró a lo largo de su vida una sensibilidad particular por la composición y la belleza musical. Entre sus obras se encuentran también canciones navideñas.

## Premios
| Año  | Premio                     | Categoría |
| 2001 | Premio Nacional de Cultura | Música    |